# Nodalla eatoni
Nodalla eatoni är en insektsart som först beskrevs av Robert McLachlan 1898.
Nodalla eatoni ingår i släktet Nodalla och familjen Berothidae. Inga underarter finns listade i Catalogue of Life.